# Parametra lisa
Parametra lisa is een haarster uit de familie Thalassometridae.
De wetenschappelijke naam van de soort werd in 1950 gepubliceerd door Austin Hobart Clark.